# The Coasters
The Coasters sono stati un gruppo vocale rock and roll e rhythm and blues statunitense di Los Angeles divenuto celebre tra gli anni cinquanta e sessanta.

## Storia
Fondati nel 1955 dalle ceneri dei Robins, che avevano firmato per la Spark Records l'anno precedente, i Coasters collaboravano con il duo di produttori Leiber e Stoller, i quali decisero di lasciare l'etichetta per entrare nel roster dell'Atlantic Records. Quando Leiber e Stoller proposero alla band di recidere il contratto con la loro casa discografica ed entrare nelle file dell'Atlantic, solo Carl Gardner e Bobby Nunn accettarono. Poco più tardi, alla formazione si aggiunsero Leon Hughes e Billy Guy. Tra le hit più importanti dei Coasters vi sono Charlie Brown, Along Came Jones, Little Egypt, Yakety Yak, Young Blood e Searchin'. Nel 1999 vennero inseriti nella Vocal Group Hall of Fame.

## Nella cultura di massa
Il regista Quentin Tarantino ha utilizzato un loro pezzo, Down in Mexico nella colonna sonora del film Grindhouse: a prova di morte.

## Discografia

### Album
- 1957: The Coasters (ATCO Records, 33-101)
- 1959: The Coasters' Greatest Hits (ATCO Records, 33-111)
- 1960: One by One (ATCO Records, 33-123)
- 1962: Coast Along with the Coasters (ATCO Records, 33-135)
- 1965: That Is Rock & Roll (Clarion LP 605)
- 1971: Their Greatest Recordings: The Early Years (Atco LP SD33-371)
- 1972: On Broadway (King Records, K-1146-498)

### EP
- 1958:  Rock And Roll With The Coasters (ATCO Records, 4501)

### Singoli
- 1956: Down In Mexico/Turtle Dovin' (ATCO Records, 45-6064)
- 1956: One Kiss Led To Another/Brazil (ATCO Records, 45-6073)
- 1957: Young Blood/Searchin' (ATCO Records, 45-6087)
- 1957: Idol With The Golden Head/(When She Wants Good Lovin') My Baby Comes To Me (ATCO Records, 45-6098)
- 1957: Sweet Georgia Brown/What Is The Secret Of Your Success? (ATCO Records, 45-6104)
- 1958: Gee, Golly/Dance! (ATCO Records, 45-6111)
- 1958: Yakety Yak/Zing! Went The Strings Of My Heart (ATCO Records, 45-6116)
- 1958: The Shadow Knows/Sorry But I'm Gonna Have To Pass (ATCO Records, 45-6126)
- 1959: Charlie Brown/Three Cool Cats (ATCO Records, 45-6132)
- 1959: Along Came Jones/That Is Rock And Roll (ATCO Records, 45-6141)
- 1959: Run Red Run/What About Us (ATCO Records, 45-6153)